# Camaguán (municipalité)
Pour les articles homonymes, voir Camaguán.
Camaguán est l'une des quinze municipalités de l'État de Guárico au Venezuela. Son chef-lieu est Camaguán. En 2011, la population s'élève à 24 391 habitants.

## Géographie

### Subdivisions
La municipalité est divisée en trois paroisses civiles avec, chacune à sa tête, une capitale (entre parenthèses) : 
- Camaguán (Camaguán) ;
- Puerto Miranda (Puerto Miranda) ;
- Uverito (Uverito).